# موری، هوکایدو
موری، هوکایدو (به لاتین: Mori, Hokkaido) یک منطقهٔ مسکونی در ژاپن است که در Kayabe District واقع شده‌است. موری ۳۶۸٫۲۷ کیلومترمربع مساحت و ۱۷٬۶۳۵ نفر جمعیت دارد.